# مزنا (ناحیه پلهریموف)
مزنا (به چکی: Mezná) یک منطقهٔ مسکونی در جمهوری چک است که در ناحیه پلهریموو واقع شده‌است. مزنا ۸٫۲۴ کیلومتر مربع مساحت و ۱۲۳ نفر جمعیت دارد و ۶۳۶ متر بالاتر از سطح دریا واقع شده‌است.